# Contea di Maguan
La contea di Maguan (马关县S, Mǎguān XiànP) è una contea della Cina, situata nella provincia di Yunnan e amministrata dalla prefettura autonoma zhuang e miao di Wenshan.